# Banresonanta objekt i Kuiperbältet

Fördelning av transneptunska objekt. Objekt i resonans är färgade i rött.

Med banresonanta objekt menas här objekt som har medelrörelseresonans med Neptunus omloppsbana. Pluto gör till exempel två varv runt solen på samma tid som Neptunus gör tre. Detta får till följd att Pluto och Neptunus aldrig är i närheten av varandra, trots att deras omloppsbanor korsar varandra. På detta sätt har Pluto och andra objekt stabila omloppsbanor över lång tid.

## Plutinor
Detta avsnitt handlar om plutinor, ej att förväxla med plutoider.
Man har upptäckt en större mängd objekt som har samma 2:3-förhållande som Pluto och kallas därför plutinor. Exempel på sådana objekt är:
- 28978 Ixion[1]
- 38083 Rhadamanthus
- 38628 Huya
- 90482 Orcus
- 1993 SB

## Twotinor
Ett objekt som gör ett varv medan Neptunus gör två (1:2) kallas twotino som också har stabila omloppsbana. Exempel på twotinor är:
- 1996 TR66
- 1998 SM165

Andra typer av banresonans förekommer till exempel: 
- 2:5 2002 TC302
- 3:4 1995 DA2
- 3:5 1994 JS
- 3:7 2002 GX32
- 4:5 1999 CP133
- 4:7 2000 OY51
- 5:9 2001 KL76

En studie från 2008 gjordes numeriska beräkningar av omloppsbanornas förändringar under 10 miljoner år hos alla väldokumenterade omloppsbanor bland objekt utanför Neptunus omloppsbana. Man upptäckte då att det fanns banresonanta objekt längre ut än man tidigare uppfattat. En del objekt som av andra studier klassats som SDO eller E-SDO upptäckte man hade banresonanta omloppsbanor. Exempelvis noterade man att (184212) 2004 PB112 uppvisade en 4:27-resonans och detta alltså hos ett objekt som befinner sig mer än tre gånger längre bort från solen än Neptunus gör. Denna studie visade också att de vanligast banresonanserna är 2:3, 4:7, 2:5 och 1:2.

## 1:1-resonans
Objekt som har 1:1-resonans och har sin omloppsbana i en lagrangepunkt brukar kallas trojaner. Man har upptäckt några sådana objekt i samma omloppsbana som Neptunus. 
- 2001 QR322
- 385571 Otrera
- 2005 TN53
- 2005 TO74
- 2006 RJ103
- 2007 VL305